# Trois Hommes sur un radeau
Pour plus de détails, voir Fiche technique et Distribution.
Trois Hommes sur un radeau (Верные друзья, Vernye druz'ya; lit. Les amis fidèles) est un film soviétique réalisé par Mikhaïl Kalatozov, sorti en 1954.

## Synopsis
Trois amis de longue date, Alexandre, Boris et Vassily, étant enfants, avaient l'habitude de naviguer dans un canot sur la rivière Iaouza. Ils se jurèrent de se rencontrer à l'avenir et de faire un voyage aquatique. Beaucoup d'années ont passé. Boris est devenu un célèbre neurochirurgien de Moscou, professeur, Alexandre s'est fait éleveur, docteur en sciences biologiques, et Vassily est devenu académicien de l'architecture. Un beau jour, les trois amis fidèles se retrouvent pour un voyage sur une grande rivière.

## Fiche technique
- Titre : Trois Hommes sur un radeau
- Titre original : Верные друзья (Vernye druz'ya)
- Réalisation : Mikhaïl Kalatozov
- Scénario : Alexandre Galitch et Constantin Issaïev
- Musique : Tikhon Khrennikov
- Photographie : Mark Magidson
- Montage : Maria Timofeïeva
- Société de production : Mosfilm
- Pays :  Union soviétique
- Genre : Aventure et comédie dramatique
- Durée : 100 minutes
- Dates de sortie : 
  -  Union soviétique : 20 avril 1954
  -  France : 20 janvier 1956

## Distribution
- Vassili Merkouriev : Vassiliy Nestratov
- Boris Tchirkov : Boris Tchijov
- Alexandre Borissov : Alexandre Lapine
- Alexeï Gribov : Vitali Nekhoda
- Lilia Gritsenko : Natalia Sergueïevna Kalinina
- Lioudmila Chagalova : Katia Sintsova
- Nikolaï Smortchkov : Alexeï Mazaïev

## Distinctions
Le film a reçu le Globe de cristal au festival international du film de Karlovy Vary (ex æquo avec le film Le Sel de la terre).